# Eisenstadt
Eisenstadt (Hongaars: Kismarton, Kroatisch: Željezno, Beiers: Eisnstådt) is een stad in de Oostenrijkse deelstaat Burgenland (Kroatisch: Gradišće, Hongaars: Őrvidék). De stad heeft 14.476 inwoners (2018) en heeft de status van Statutarstadt.

## Geografie
Eisenstadt heeft een oppervlakte van 42,90 km². Het ligt in het uiterste oosten van het land.

## Geschiedenis
Eisenstadt is in de 12e eeuw onder Hongaars gezag gekomen, waarna het in 1241 werd verwoest door binnentrekkende Mongoolse troepen. Daarna wordt er in 1264 een kapel gewijd aan Sint-Martinus, en tussen 1388 en 1392 wordt een burcht opgericht op de plek van het huidige Esterhazykasteel. In 1405 bezet de Oostenrijkse graaf Wilhelm de stad, waarna de Hongaarse koning Mátyás in 1482 de stad kortstondig herovert. Acht jaar later, in 1490, komt de stad namelijk in handen van keizer Maximiliaan I. Pas in 1622 wordt het toenmalige Kismarton weer bij Hongarije gevoegd en in 1921 valt de stad na het Verdrag van Trianon weer aan Oostenrijk toe.
In 1910 had de stad 3.073 inwoners (2.074 Duitstaligen, 834 Hongaren en 101 Kroaten). In 2001 waren er 11.334 inwoners (9.960 Duitstaligen, 533 Kroaten, 373 Hongaren, 44 Slowaken, 25 Tsjechen en 17 Slovenen).

## Bezienswaardigheden
Eisenstadt is de hoofdstad van Burgenland, en ligt ten westen van het Neusiedler Meer. Het bezit uitgestrekte wijn- en fruitgaarden. Bij het voor bezichtiging opengestelde kasteel of Slot Esterházy (eertijds woonplaats van vorst Esterházy en de componist Joseph Haydn) ligt een slotpark. Vanuit het park heeft men subliem uitzicht op de stad, dat sterk afhelt door de uitlopers van het Leithagebergte naar de Pusztavlakte, die hier al begint en zich tot ver in Hongarije uitstrekt. In het Blaue Haus heeft Joseph Haydn van 1748 tot 1778 gewerkt en gecomponeerd. Hij was een goede vriend van vorst Esterhazy zodat hij dikwijls op het kasteel was waar hij er ook componeerde en voor de gasten speelde. Keizerin Maria Theresia verbleef graag op het kasteel van vorst Esterhazy, die in de gunst van de keizerin stond. Toen de Sovjet-Unie in maart 1945 Eisenstadt innamen, werd het kasteel geplunderd en werden hier en daar vernielingen aangericht. Alleen de concertzaal is bewaard gebleven, althans de plafondschilderingen.
De Bergkerk werd gebouwd in het begin van de 18e eeuw in opdracht van de magnaat Paul Esterházy. De familie Esterházy resideerde destijds in Eisenstadt en het Slot Esterházy ligt op slechts korte afstand van de kerk.

## Transport
- Station Eisenstadt

## Geboren
- Andreas Ivanschitz (1983), voetballer
- Maximilian Osinski (1984), acteur
- Philipp Hosiner (1989), voetballer